# Orkestraties van Ottorino Respighi
De Italiaanse componist Ottorino Respighi bewerkte en orkestreerde meer dan 20 werken van andere componisten voor symfonieorkest. Hij is daarmee een van de componisten in de 20e eeuw die oudere werken hergebruikte en weer beschikbaar maakte voor een groter publiek.

## Respighi’s status als componist
Respighi’s status als componist is nog altijd onderwerp van discussie. In het ene uiterste van het spectrum bevindt zich de kritiek. De auteur John G. C. Waterhouse spreekt van ‘niet de meest belangrijke of originele componist van zijn generatie, in het zadel geholpen door invloedrijke dirigenten als Arturo Toscanini, een kinderlijke persoonlijkheid met een voorkeur voor orkestrale kleuren in plaats van een originele denker’. In diens ogen is Respighi een ’pasticheur’, een componist die zijn brood verdient met het oppoetsen van andermans werk, een ‘muzikale kameleon zonder eigen stijl of vorm’. Aan de andere kant de auteur David Heald die in verschillende essays bij cd-uitgaven van Respighi’s werken een lans breekt voor een opleving van zijn muziek die vooral na 1945 en tot ver in de jaren 1970 gekleineerd werd. Juist Respighi’s eclecticisme zou zijn genialiteit benadrukken, zodat hij niet als Laatromanticus, Neoklassieker of Neoromanticus geclassificeerd kón worden. Respighi’s intellectualiteit wordt benadrukt door aan te voeren dat hij een briljante viool- en altvioolspeler was, een meer dan competent pianist en harpspeler, professor voor compositie aan de Accademia Nazionale di Santa Cecilia di Roma en zo’n 11 talen beheerste.
Door talrijke registraties van Respighi’s orkestwerken op de cd-labels Chandos en Marco Polo en opera’s op Hungaraton kan men zelf een beoordeling maken.

## Lijst van bewerkingen
Dit is de volledige lijst van werken van andere componisten die Respighi bewerkte. Het betreft transcripties (overzetting van een muziekstuk voor een andere bezetting), arrangementen (verschillende stukken van een componist tot één werk combineren) en orkestraties (oorspronkelijke werken van componisten voor solo- of kamerbezetting voor symfonieorkest toonzetten):
(De aanduiding ‘P’ voor een nummer bij een compositie verwijst naar de door Pedarra opgestelde catalogus van Respighi’s werken)
- Pastorale, voor viool en strijkers (naar Giuseppe Tartini), 1908
- Chaconne, voor viool, orgel en strijkers (naar Vitali), P87, 1908
- Sonata voor viool en continuo, P85 (naar J. S. Bachs BWV 1023), 1909
- Lamento d’Arianna, voor mezzosopraan en groot orkest (naar Claudio Monteverdi), P88, 1908
- Antiche cantate d'amore, voor solostem en orkest, P113a, 1917 (naar Bernardo Pasquini en Marcello)
- Antiche danze et arie per liuto, 3 suites voor klein orkest, P109, P138, P172, 1917-31
- Se t m'ami (arietta), voor solostem, hobo en strijkers, P113c, 1918 (naar Giovanni Battista Pergolesi)
- Concerto, voor cello en klein orkest, P139a, 1924 (naar Luigi Boccherini)
- Preludio en Fuga in D, P158 (naar Bachs BWV 532), 1930
- Passacaglia, voor orkest, P159, [naar J. S. Bachs BWV 582], 1930
- 5 Études tableaux (naar Rachmaninovs op. 33 en 39), P160, 1931
- Tre Corali, voor orkest, P167, 1930 (naar J. S. Bachs BWV 62, BWV 10 & BWV 140)
- Orfeo, voor groot orkest, P178, 1934 (naar Monteverdi)
- Didone, cantate, voor sopraan en klein orkest, P179, 1938 (naar Marcello)
- La boutique fantasque (ballet, o.a. naar Gioacchino Rossini's Quelques Riens en Soirées musicales), P120, 1919
- Sèvres de la vieille France (ballet, gebaseerd op Franse 17de- en 18de-eeuwse thema's), P128, 1920
- La pentola magica (fiaba russa) (ballet gebaseerd op Russische volksmelodieën), P129, 1920
- Rossiniana, suite, P148, 1925 (naar Rossini's Les Riens)
- Gli ucceli (naar Rameau, Pasquini, etc.), voor klein orkest, P154, 1927

Meerdere werken zijn verloren gegaan, of hun vindplaats is niet bekend. Deze werken zijn in meerderheid bekend geweest bij Respighi's weduwe, Elsa Olivieri-Sangiacomo Respighi, maar hun geschiedenis is onbekend:
- Concerto, voor piano en orkest, P98c, 1913, (naar J. S. Bach?)
- Concerto, voor cello en orkest, P139b, 1924? (naar Golterman)
- La pirrica, P129a, 1920? (naar Chopin)
- Fantasia indiana, P129b, 1920? (naar Nikolaj Rimski-Korsakov en Michail Glinka)
- Canzoni arabe, P129c, 1920? (naar Aleksander Borodin en Rimski-Korsakov)
- L’autunno, P129d, 1920? (naar Pjotr Iljitsj Tsjaikovski)
- Impromptu, P130a, 1921? (naar Chopin)

## La boutique fantasque

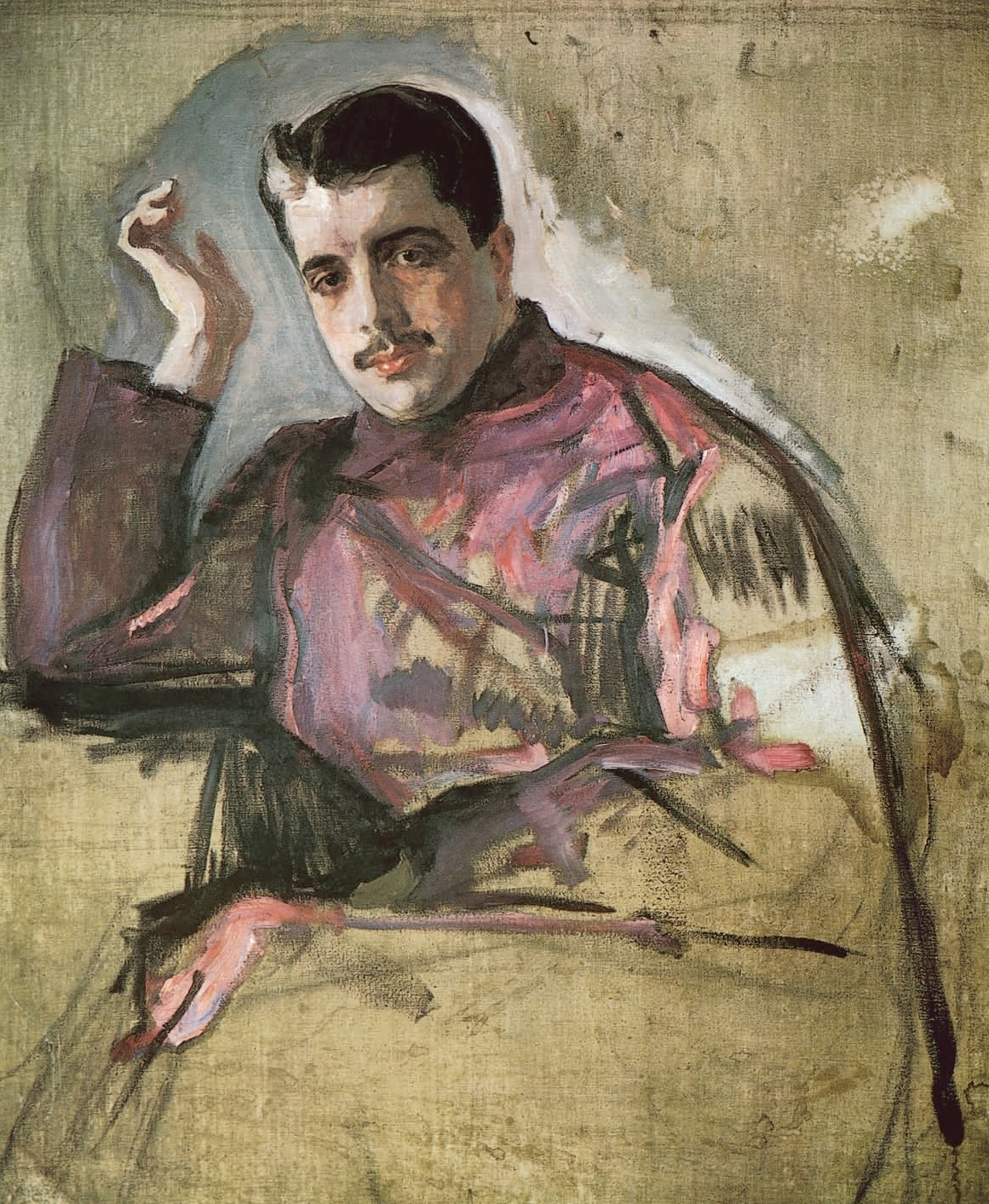
Portret van Diaghilev

In 1918 benaderde Sergej Diaghilev Respighi voor een samenwerking met zijn Les Ballets Russes. Diaghilev had het jaar ervoor een groot succes gescoord met zijn ballet Les femmes de bonne humeur (de goedgehumeurde dames) waarbij muziek van Domenico Scarlatti door Vicenzo Tommasini was georkestreerd. Diaghilev hield de regie bij de totstandkoming van dit stuk strak in de hand en koos zelf de stukken waaruit de muziek zou worden gecomponeerd. Het wereldberoemde ballet ‘La boutique fantasque’ is gebaseerd op melodieën die Gioacchino Rossini tijdens zijn pensionering componeerde. Ze zijn als salonmuziek (in meerderheid pianomuziek) in 13 delen gepubliceerd. Veel van deze stukken zijn humorvol en satirisch. De meeste stukken die door Diaghilev en Respighi werden geselecteerd, komen uit de verzameling ‘Quelques Riens’ (enkele nietigheden). Diaghilev besliste over de volgorde van de stukken, sneed erin, veranderde harmonieën en tempo en bemoeide zich in detail met Respighi's werk. Dit ballet is gebaseerd op het scenario van het ballet Die Puppenfee van Joseph Bayer in 1888. De toneelsets en kostuums werden ontworpen door André Derain; de choreografie was van Léonide Massine. De première was op 5 juni 1919 in het Alhambra Theatre in Londen. Het ballet wordt nog veelvuldig opgevoerd.

## Rossiniana
Respighi herkende in de speelse stukken die Rossini op latere leeftijd (na zijn eigenhandige pensionering componeerde hij salonmuziek die hij péchés de ma vieillesse (zonden tijdens mijn oude dag) noemde) de enorme mogelijkheden tot orkestratie. Ook andere componisten herkenden dit. De Belgische componist Daniël Sternefeld orkestreerde pianostukjes van Rossini onder de naam Rossiniazata (1981). De vier delen, eigenlijk vijf omdat het eerste deel samengesteld is uit twee pianostukjes, kent deze volgorde:
- Capri e Taormina (Barcarola e Siciliana)
- Lamento
- Intermezzo
- Tarantella 'puro sangue' (con passagio della Processione)

Dit werk verenigt - door een duizelingwekkende afwisseling in tempo, gevoel en orkestkleuren - pastiche met de mogelijkheid dat Respighi (weer) een eerbetoon aan zijn landgenoot Rossini kon brengen. Men wordt in korte tijd (het werk duurt zo’n 22 minuten) via een Venetiaans gondellied, een barcarolle, een elegante siciliano naar een gepeperde Napolitaanse tarantella gevoerd. Ondertussen passeert men ook een gevoelig clamento in het tweede deel. In Respighi's biografie wordt er op gewezen dat dit orkestwerk vermoedelijk meerdere componisten inspireerde pianowerkjes van Italiaanse meesters te orkestreren. Er wordt gewezen op Scarlattiana (1926) en Paganiniana (1942) van Alfredo Casella. Anderen die dit deden waren Hans Werner Henze (Telemanniana, 1967) en Boris Blacher (Paganini-variaties, 1947); Sternefeld is al genoemd.

## 5 Études tableaux

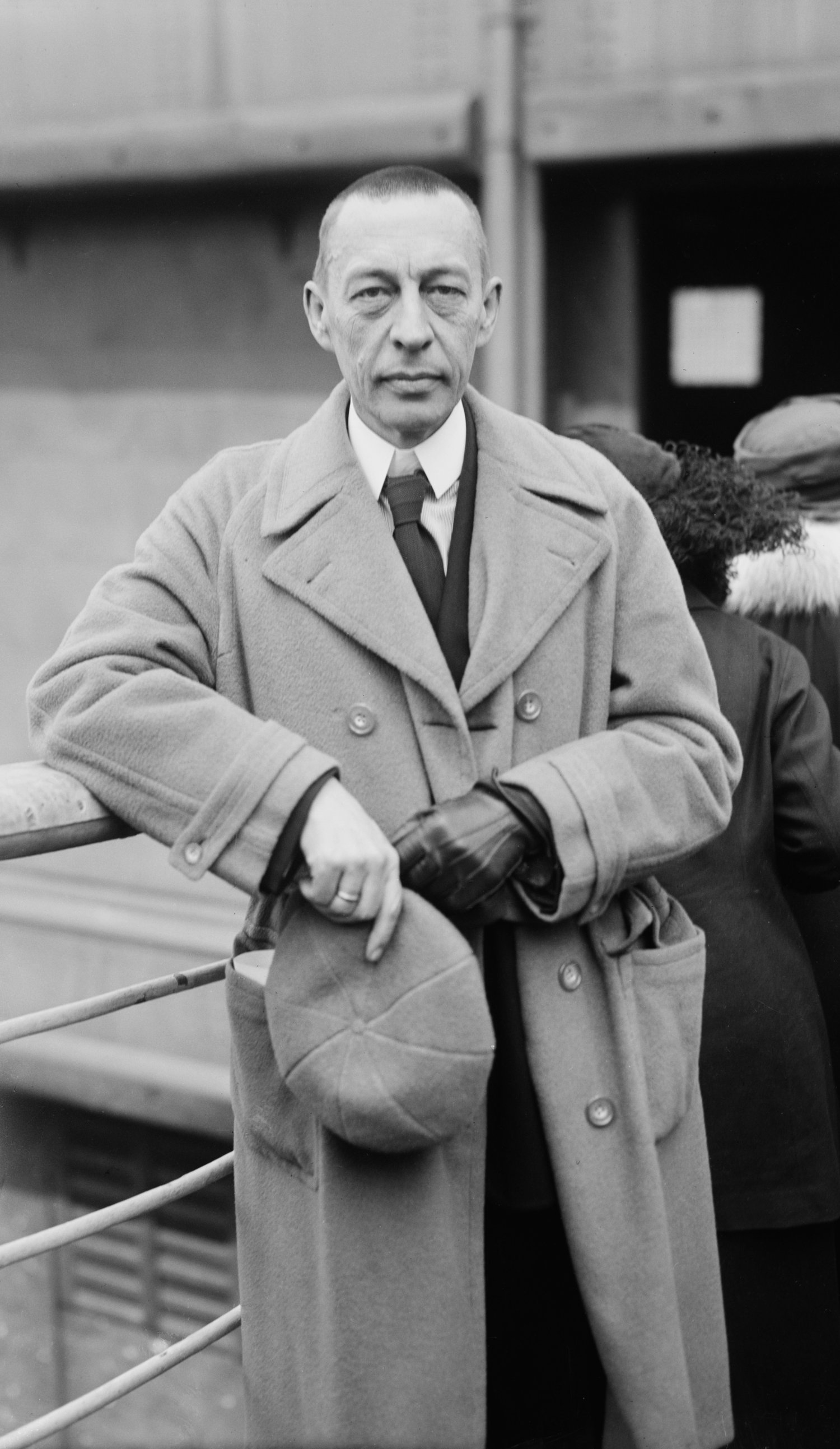
Opname van Rachmaninov, waarschijnlijk voor een bootovertocht

Serge Koussevitzky, een uit Rusland geëmigreerde dirigent, was de opdrachtgever geweest voor een orkestratie van de Schilderijen van een tentoonstelling. Gebaseerd op het pianowerk van de Rus Modest Moessorgski en georkestreerd door Maurice Ravel werd dit stuk vanaf 1922 een grandioos succes. Koussevitzky hoopte met de combinatie van Sergej Rachmaninovs pianomuziek en Respighi's orkestratiekwaliteiten een net zo'n groot succes te behalen. Het idee werd in 1929 aan Rachmaninov geopperd en deze reageerde zó enthousiast dat hij direct enkele stukken van zijn Études tableaux voorstelde. Hij selecteerde er vijf (van de 17 oorspronkelijke).
De vijf deeltjes die Respighi orkestreerde - en in deze volgorde moeten worden uitgevoerd - zijn:
- La mer et les mouettes (op.39, nr.2)
- La foire (op.33 nr.7)
- Marche funèbre (op.39 nr.7)
- Le chaperon rouge et le loup (op.39 nr.6)
- Marche (op.39 nr.9)[8]

Rachmaninov had Respighi een brief geschreven waarin hij uit de doeken deed wat zijn associaties waren bij de stukken. Tijdens de compositie ervan, tussen 1911 en 1917, had hij er geen titels of programma’s aan gegeven, maar de muziek was zó beschrijvend dat velen zich afvroegen welke betekenissen er voor Rachmaninov aan vast zaten. In de eerste étude kunnen we Rachmaninovs "muzikale handtekening" horen: het Dies irae motief. Het klinkt net zo monotoon als in zijn symfonisch gedicht Het dodeneiland (1909). Koussevitzky presenteerde het stuk voor het eerst in 1931 met zijn Boston Symphony Orchestra.
De twee sets van Rachmaninovs études op. 33 en 39 zijn in wezen pianowerken met een symfonisch karakter. Rachmaninov orkestreerde zijn eigen Symfonische Dansen op.45 (voor 2 piano's) voor orkest en de Roemeen Corneliu Dumbraveanu orkestreerde de Corelli variaties op.42.

## Bach bewerkingen
De Bach-bewerkingen zijn ontstaan in een tijd dat de herontdekking van Bachs muziek - rond 1925 - een aanvang nam. Vooral door toedoen van de dirigent Leopold Stokowski kwam de muziek van Bach weer in de belangstelling. Dat dit door bewerkingen en orkestraties van orgelwerken gebeurde en soms op niet altijd smaakvolle wijze (bijvoorbeeld voor zeer groot symfonieorkest) leidde tot controverse. Ook Respighi pakte Bach-werken met een groots symfonisch gebaar aan:
- Passacaglia en fuga in c-mineur BWV 582;
- Tre corali (3 koraalpreludes) BWV 62, 10 en 140;
- Sonate in e-mineur voor viool en continuo (cello) BWV 1023;
- Prelude en fuga in D-majeur BWV 537.

BWV 582 is ook georkestreerd door Leopold Stokowski en Eugene Ormandy en is Respighi’s bekendste Bach-transcriptie. Volgens Respighi’s weduwe had hij slechts negen dagen nodig om dit muziekstuk te voltooien en werkte hij er koortsachtig aan, voortdurend uitroepend dat dit meesterwerk klonk als een kathedraal. Hij noemde dit werk een ’interpretazione orchestrale’ en ze was door Toscanini besteld die de première van het stuk dirigeerde, in Europa, met het New York Philharmonic Orchestra.

## Antiche danze et arie per liuto

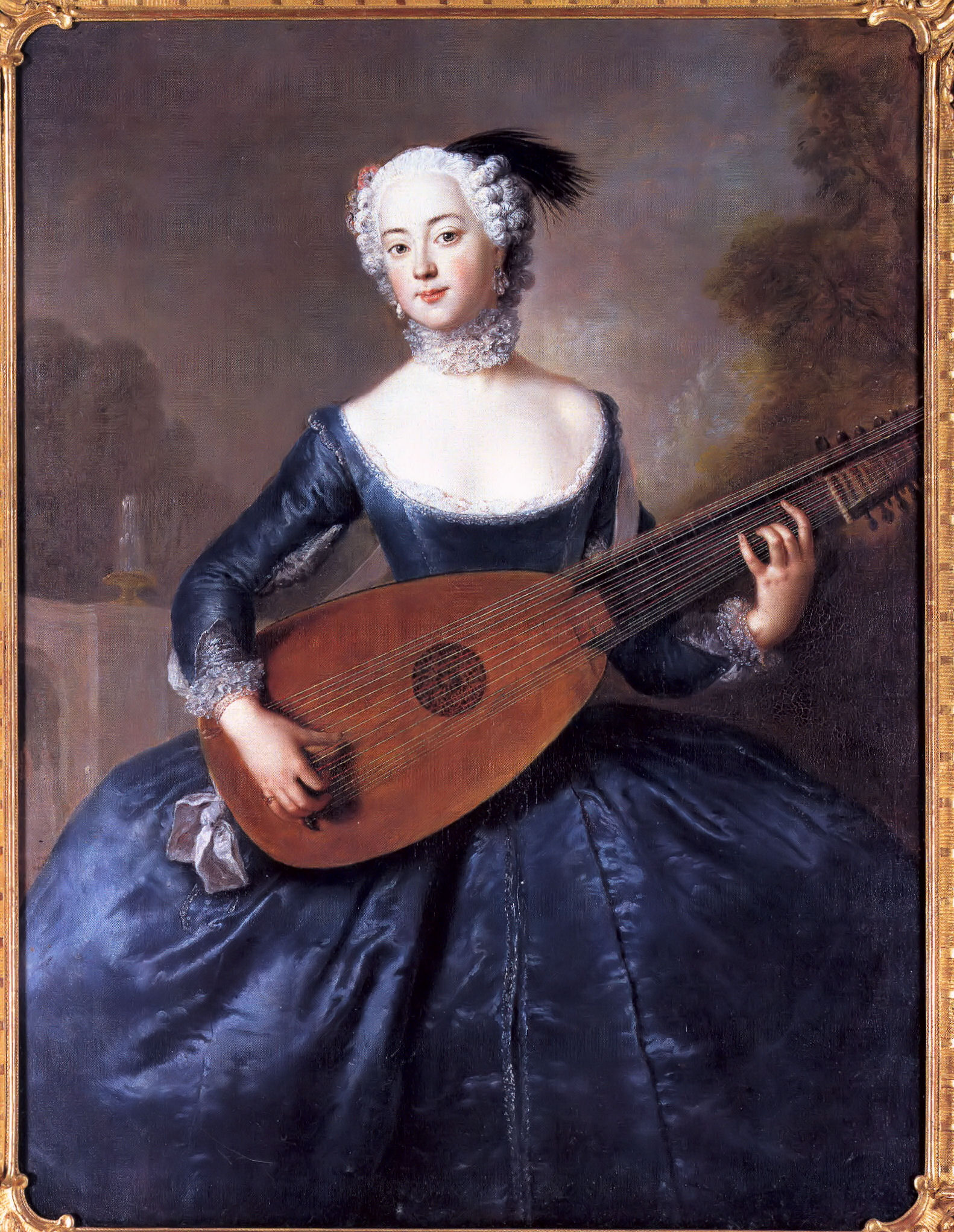
Hofdame von Keyserlinck met een barokluit (Antoine Pesne)

Deze drie suites zijn gebaseerd op Italiaanse en Franse luitmuziek. De luit werd in de 17de en 18de eeuw gebruikt ter begeleiding van zangers en dansers. De meeste melodieën werden door Respighi ontleend aan de catalogus van de Italiaanse musicoloog Oscar Chilesotti. Suite nr. 1 is samengesteld in 1917, nr. 2 in 1924 en nr. 3 in 1931. De drie suites werden door Respighi’s weduwe samengesteld tot een ballet.
Suite nr. 1 (4 deeltjes) is gebaseerd op twee anonieme bronnen, een-op-een ballet van Simone Molinaro (‘Il conte Orlando’) en één op muziek van Vincenzo Galilei, de vader van Galileo Galilei. Suite nr. 2 (4 deeltjes) is gebaseerd op een ballet van Fabrizio Caroso (‘Laura soave’), op een ’danza rustica’ van Jean-Baptiste Besard, een ’bergamasca’ van Bernardo Gianoncelli en een anonieme bron. Suite nr. 3 (4 deeltjes) is voor het grootste gedeelte gebaseerd op een het ballet ’Arie di Corte’ (hofliederen) van Jean-Baptiste Besard, een passacaglia van Ludovico Roncalli en twee anonieme bronnen.

## Gli ucelli, ‘de vogels’
Deze suite voor kamerorkest, gecomponeerd in 1927 na het succes van de Antiche danze et arie per liuto, is samengesteld uit muziek voor gitaar- en klacecimbelstukken door 17de- en 18de-eeuwse componisten. De delen zijn:
- Preludio (allegro moderato), gebaseerd op een aria van Bernardo Pasquini;
- La colombo (de duif, andante espressivo - allegro), gebaseerd op een stuk van de Fransman Jacques de Gallot;
- La gallina (de haan, allegro vivace), gebaseerd op een gelijkgenaamd klavecimbelstuk van de Fransman Jean-Philippe Rameau;
- L’usignuole (de nachtegaal - andante mosso), gebaseerd op een onbekend stuk;
- Il cucù (de koekoek - allegro), gebaseerd op een toccata van Pasquini.

De suite, die zo'n 20 minuten duurt, wordt afgesloten met een verwijzing naar de begin-aria.

## Sèvres de la vieille France
Dit korte ballet dat zo'n 10 minuten duurt is een van de zogenaamde Leonidov-balletten die door Respighi zijn samengesteld. De andere twee zijn Le astuzie di Colombina en La pentola magica. Het balletgezelschap Ileana Leonidov Company wilde meeprofiteren van het succes van ‘La boutique fantasque’ en gaf opdracht voor drie ‘ballets pastiches’. Dit balletje is gebaseerd op thema’s van onbekende oorsprong uit 17de- en 18de-eeuwse bronnen. De vier deeltjes zijn: 1. Menuet; 2. Tambourin; 3. Bergère légère en 4. Gavotte.

## La pentola magica
Dit ballet, ook een opdracht van de Ileana Leonidov Company, bestaat uit een aantal opgepoetste stukjes van Russische componisten en enkele origineel door Respighi gecomponeerde deeltjes. Deze laatste zijn gebaseerd op populaire Russische thema's. De dans van de Tartaarse boogschutters is een herorkestratie van de balletmuziek uit Anton Rubinsteins opera de duivel. De prelude is gebaseerd op een pianostuk van Gretsjaninov, de entree van de tsaar met de bruidsmeisjes op een stuk van Anton Arenski gebaseerd is. Verder: de tsaar op een stuk van Pachulski en de finale op een stuk van Rebikov. De andere vijf stukjes zijn van Respighi zelf.